# Бом (улус)
Бом (бур. Боомо) — улус в Мухоршибирском районе Бурятии. Административный центр сельского поселения «Бомское».

## География
Расположен на автодороге местного значения Хошун-Узур — Никольск, в 41 км к северо-востоку от районного центра, села Мухоршибирь, на правом берегу реки Тугнуй.

## Население
| 2002 | 2010 | 2012 | 2013 | 2014 | 2015 | 2016 |
| ---- | ---- | ---- | ---- | ---- | ---- | ---- |
| 442  | ↘367 | ↘355 | ↘348 | ↗353 | ↘339 | ↘338 |
| 2017 | 2018 | 2019 | 2020 | 2021 | 2023 | 2024 |
| ↘328 | ↘302 | ↘284 | ↘281 | ↗344 | ↘342 | ↘338 |

## Известные люди
- Доржиева, Балдама Тугжиевна — чабан совхоза «Эрдэм» Мухоршибирского района Бурятской АССР, депутат Верховного Совета Бурятии (1963), Герой Социалистического Труда (1959)[15].